# Список народных художников Азербайджана

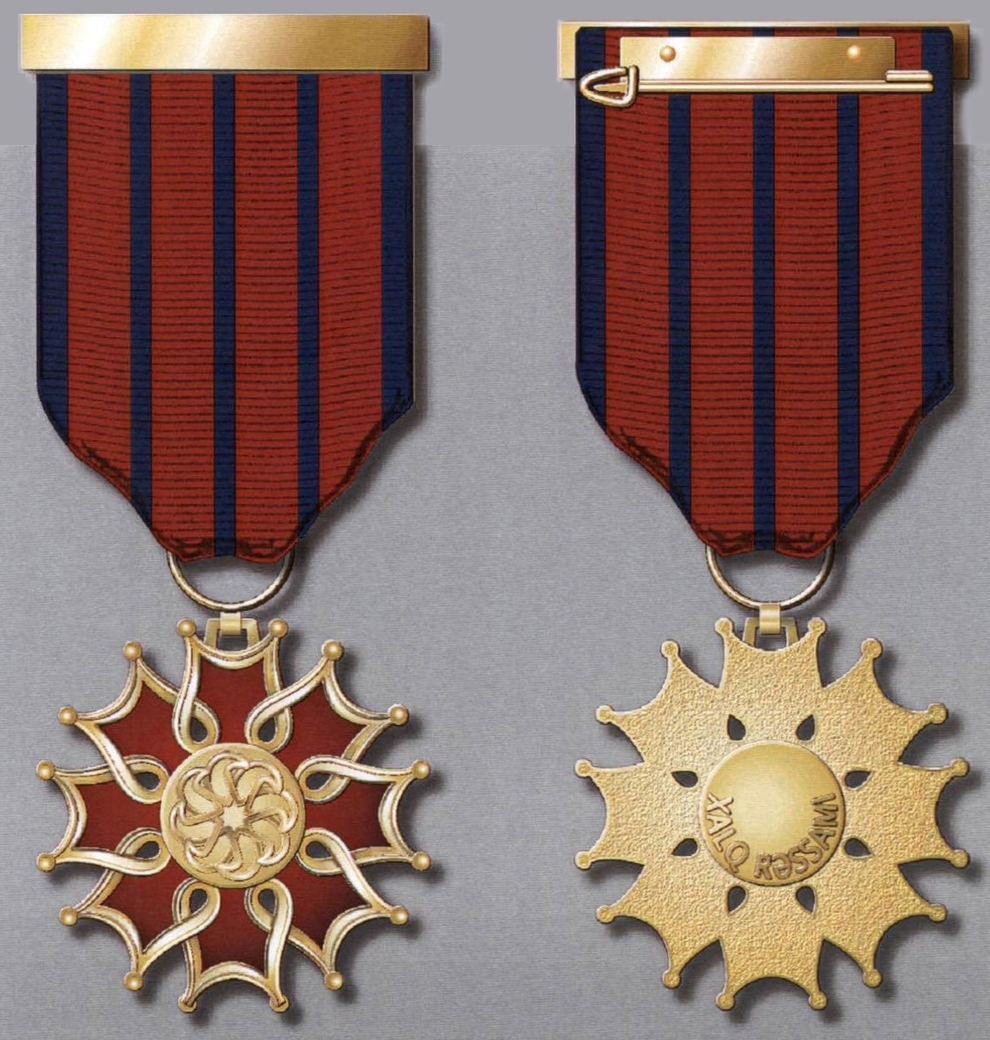
нагрудный знак почетного звания «Народный художник»

В списке представлены лица, удостоенные звания «Народный художник Азербайджана». Список содержит имена 44 народных артистов республики.
Первые присвоения звания относятся к периоду провозглашения независимости Азербайджана: 4 марта 1992 года звания удостоены ряд художников и скульпторов.
Последними (на октябрь 2021 года) являются трое деятелей искусства.

## 1992
С 4 марта 1992 года
- Гасымов, Надир Садыг оглы
- Кязимов, Давуд Мехтиевич
- Мехтиев, Рафиг Махмуд оглы
- Мустафаева, Гюлли Гаджи кызы
- Садыхзаде, Октай Сеид-Гусейн оглы
- Шамилов, Эльджан Сейфулла оглы
- Шихалиев, Октай Юсиф оглы
- Ханларов, Кямиль Али Аббас оглы

## 2000
С 18 декабря 2000 года
- Агабеков, Маис Алишир оглы
- Гусейнов, Мамедага Гусейнага оглы
- Исмайлов, Рафис Рза оглы

## 2002
С 30 мая 2002 года
- Алекперов, Камал Джамал оглы
- Алиев, Гусейнгулу Али оглы
- Гаджиев, Алтай Амир оглы
- Халилов, Фархад Курбан оглы
- Наджафов, Фазиль Имамверди оглы
- Гасымов, Джаббар Агададаш оглы
- Мехтиев, Ага Джафар оглы
- Муфидзаде, Джамиль Мир Юсиф оглы
- Рустамов, Джахангир Махмуд оглы
- Салаев, Фуад Мамедамин оглы

## 2005
С 28 декабря 2005 года
- Гусейнов, Джалил Гафар оглы[4]
- Алиев, Натик Кямал оглы[5]

## 2006
С 29 декабря 2006 года
- Агабабаев, Тофик Мамедали оглы
- Бейкишиев, Назим Зограб оглы
- Ахмедов, Ханлар Ахмед оглы
- Гусейнов, Ариф Шахбаз оглы
- Ибрагимов, Агаали Мусаллим оглы
- Мамедов, Салхаб Иса оглы
- Зейналов, Мирнадир Миралы оглы

## 2007
С 1 августа 2007 года
- Насиров, Рафик Алиш оглы

## 2013
С 25 июня 2013 года
- Таиров, Таир Рашид оглы

## 2015
С 30 декабря 2015 года
- Ибадуллаев, Али Азиз оглы
- Юнус, Гаюр Габиль оглы

## 2018
С 27 мая 2018 года
- Аскеров, Акиф Иззатулла оглы
- Азизов, Ариф Мохубали оглы
- Гейбатов, Ашраф Назир оглы
- Газыев, Ариф Шамиль оглы
- Мамедов, Сакит Гулам оглы
- Микаилзаде, Эльдар Хидаят оглу
- Мирзазаде, Сирус Ядулла оглы

## 2021
С 16 октября 2021 года
- Алимирзоев, Альяр Алимирза оглы
- Ахвердиев, Гусейн Гасан оглы
- Раджабов, Айдын Мамедага оглы